# Furcifer
Furcifer là một chi tắc kè hoa trong họ Chamaeleonidae. Các loài trong chi này chủ yếu là loài đặc hữu của Madagascar, nhưng F. cephalolepis và F. polleni là loài đặc hữu của Comoros. Ngoài ra, F. pardalis đã được giới thiệu đến Réunion và Mauritius, trong khi F. oustaleti đã được du nhập đến gần Nairobi ở Kenya.

## Các loài
Chi này có các loài sau:
- Furcifer angeli (Brygoo & Domergue, 1968)
- Furcifer antimena (Grandidier, 1872)
- Furcifer balteatus (Duméril & Bibron, 1851)
- Furcifer belalandaensis (Brygoo & Domergue, 1970)
- Furcifer bifidus (Brongniart, 1800)
- Furcifer campani (Grandidier, 1872)
- Furcifer cephalolepis (Günther, 1880)
- Furcifer labordi (Grandidier, 1872)
- Furcifer lateralis (Gray, 1831)
- Furcifer major (Brygoo, 1971)
- Furcifer minor (Günther, 1879)
- Furcifer nicosiai Jesu, Mattioli & Schimmenti, 1999
- Furcifer oustaleti (Mocquard, 1894)
- Furcifer pardalis (Cuvier, 1829)
- Furcifer petteri (Brygoo & Domergue, 1966)
- Furcifer polleni (Peters, 1874)
- Furcifer rhinoceratus (Gray, 1845)
- Furcifer timoni Glaw, Köhler & Vences, 2009
- Furcifer tuzetae (Brygoo, Bourgat & Domergue, 1972)
- Furcifer verrucosus (Cuvier, 1829)
- Furcifer viridis Florio, Ingram, Rakotondravony, Louis & Raxworthy, 2012
- Furcifer willsii (Günther, 1890)